# 现实一种
《现实一种》是余华的一部中篇小说，最初发表于《北京文学》1988年第一期。后来上海文艺出版社、作家出版社出版的余华中短篇小说集當中，《现实一种》都被用於其中一册的书名。小说描写了一个孩子偶然害死堂弟，导致他们的父亲互相残杀的故事。批评家曾镇南认为，故事大体上是改編自一个江南小镇的真实事件。

## 情节
一个下着小雨的早晨，山岗、山峰两兄弟和他们的老母亲开始了寻常的一天。吃完早饭，大人们出去了。山岗四岁的儿子皮皮把年幼的堂弟抱出了摇篮走了出去，失手摔死了他。山峰妻子回来发现时，已经晚了。山峰暴打了妻子和山岗，山岗找出五千元想要私了此事。山峰不同意，要皮皮去舔儿子的血，然后一脚踢死了皮皮。
山岗的妻子拿来菜刀，让山岗同弟弟拼命，却不知丈夫想出一条更加狠毒的计策。山岗提议将山峰妻子绑在树下以了结恩怨，山峰答应了，并要求自己顶替。山岗将肉骨头烧烂了涂在山峰身体各处，让狗去舔舐，就这样折磨死了筋疲力尽的山峰。山岗逃走了，困倦的倒在一座未建成的建筑里，就在那儿被武警抓获了。山峰死后六天，老太太也死了。山岗被枪毙后，弟媳假扮山岗的妻子，将山岗的遗体捐给国家。于是，山岗在手术室里被医生们肢解了，然而他的睾丸却被移植给别人，替他传下了后代。

## 风格
在《现实一种》中，余华采用了先锋派的荒诞美学，用喜剧手法来叙述这个残暴血腥的故事。山岗对山峰的杀戮得到了细致描绘，作者以“像两张铝片刮出来一样”、“爆炸似的笑”来形容山峰的笑，让读者在笑中回味现实。皮皮的儿童形象一反传统，他对堂弟施加暴力后，为后者的哭声而惊喜。孩子身上的原始野性，返照出成人世界的弱点。山岗杀弟后的非理性表现，以及山峰妻子假扮大嫂询问案件竟然无人察觉，反应了人与人之间的疏离，增强了作品的悲剧意味。
小说中，声音成为推进叙事的重要线索。比如，在皮皮的耳中，“雨滴在屋顶上的声音让他感到是父亲用食指在敲打他的脑袋；而滴在树叶上时仿佛跳跃了几下。另外两种声音来自屋前水泥地和屋后的池塘……”后面三种声音分别与堂弟、山峰、山岗死亡时的声音对应，具有象征意义。另外，作者还借助声音来烘托人物形象。如写老太太“听到体内有筷子被折断一样的声音。声音从她松弛的皮肤里冲出来以后变得异常轻微，尽管她有些耳聋，可还是清晰地听到了”。实际上这是她产生的幻听，这些描写传达了作者对这位胆小怕死的老人的讽刺。当女医生解剖山岗时，“用尸体解剖刀像是刷衣服似的刮着皮肤上的脂肪组织，发出的声音如同车轮陷在沙子里无可奈何的叫唤”，一方面写出医生的技艺精湛，一方面也反映出她对于死者遗体毫无尊重，传达了一种浓厚的悲凉意味。
在《现实一种》的文本中，作者多次转换叙事视角。以皮皮为代表的儿童视角，主要特点是“无知”。堂弟的哭声给了他莫名快感，他则以扇耳光为回应。当山峰追问凶手时，皮皮一开始漠然，后来变得“兴致勃勃”，甚至“得意的看着父亲”，反映出他对暴力的迷恋。读者亦可以透过这点追问这种迷恋的根源。成年的叙事者则有山岗、山峰及各自的妻子。作者通过他们将暴力赤裸裸的呈现在读者面前。山峰妻找到丈夫时，山峰命令她“不准哭”、“给我哭”，反映了男性对女性的压制。而山岗的妻子对丈夫说“我只要你揍他一拳”，又表现了夫妻之间的依存。这种依存使得暴力复仇得以传递。而老太太的视角，几乎都出现在有人死去之后。如末尾写她幻想“皮肉被炸到墙壁上以后就像标语一样贴在上面，而她的已经断得差不多了的骨头则像一堆乱柴堆在地上”，一方面写死亡的临近，一方面也暗示了家庭的腐朽、人性的沦亡。这些不同视角的叙述一方面有着强烈的割裂和矛盾，但另一方面又共同反映了对暴力的渴望，以及对死亡又恐惧又期盼的复杂心理。

## 主题
《现实一种》中描写了父辈替死去的儿子复仇，而两兄弟的复仇行为包含了极度的非理性和盲目，是作为个体的“生存本能”极端化的反应。
《现实一种》中集中的反映了看似平静的家庭中亲情的缺失。面对下雨造成的水迹，皮皮“想象汽车在上面奔驰和相撞的情景”，以打耳光、掐喉管的方式对待自己的堂弟，心灵已经遭到严重扭曲。而山峰、山岗毫不关心他们的老母亲，当她抱怨身体不适时，他们都不约而同回以一句咕哝“讨厌”。两兄弟平时形同陌路，而在谋杀山峰时，山岗“一直亲切地看着他”，在平静的表面下，隐藏着极度的暴虐和残忍。而文中的祖母，毫不关心两个孙子的死，只是一味悲叹自己死之将至。
小说中还反映了夫妇之间感情的病态。山峰夫妇得知孩子死去后，妻子已经没有泪水。山峰先是两拳打在妻子脸上，然后打向乳房，最后把她提起来抓住她的头发撞墙三下，吼道“为什么死的不是你”。两位妻子一定程度上都是缺乏话语权的受虐者，而她们自身理性的沦陷，也导致事件向更加不受控制的方向发展。余华后来在苏州大学做演讲，回答听众提问时曾说“写作《现实一种》时，是我写作生涯最残忍的时候。”他将人们日常的攻击欲望放大化，形成了一种文学上的真实。